# Steinfeld, Stendal
Steinfeld là một đô thị thuộc huyện Stendal, bang Sachsen-Anhalt, Đức. Đô thị Steinfeld, Stendal có diện tích 11,13 km², dân số thời điểm ngày 31 tháng 12 năm 2006 là 312 người.